# Mouche grise des céréales
Delia coarctata
Pour les articles homonymes, voir Mouche.
Espèce
Delia coarctata (la mouche grise des céréales ou mouche grise du blé) est une espèce d'insectes diptères de la famille des Anthomyiidae.
Cette mouche est inféodée aux espèces de plantes de la famille des Poaceae (graminées).  C'est un ravageur des cultures de céréales, en particulier de blé, d'orge et de seigle.

## Synonymes
Selon Catalogue of Life :
- Anthomyza leptogaster Zetterstedt, 1837
- Anthomyza leptogaster Zetterstedt, 1838
- Aricia paralleliventris Zetterstedt, 1855
- Hylemyia garbiglietti Rondani, 1866
- Phorbia coarctata Fallén, 1825
- Musca coarctata Fallen, 1825

## Distribution
L'aire de répartition de Delia coarctata s'étend dans les zones paléarctique et néarctique.
l'espèce est présente en particulier dans de nombreux pays d'Europe, en Russie, en Chine, en Irak, en Tunisie, ainsi qu'en Amérique du Nord (Canada, États-Unis).

## Description
L'adulte, au corps gris jaunâtre clair, mesure de 6 à 7 mm de long.
Les pattes sont noirâtres chez le mâle, jaunes chez la femelle, à l'exception des tarses restés noirâtres.
Les larves, de couleur blanc brillant, mesurent de 7 à 8 mm de long.

## Biologie
La mouche grise des céréales est une espèce univoltine (une seule génération annuelle).
La ponte a lieu en été, au mois d'août en France. Les œufs, blancs, oblongs, de 1 mm de long, sont déposés dans les anfractuosités du sol. Les femelles recherchent de préférence pour pondre les sols légers et secs, dans les cultures de plantes sarclées (betterave, pommes de terre, etc.) ou les jachères.
Les œufs subissent une diapause, qui ne peut être levée qu'après une période de froid de 4 à 6 mois, à une température inférieure à 12 °C. Ils éclosent vers la fin de l'hiver.
Les jeunes larves éclosent dans le sol et circulent à la recherche d'une plante hôte (céréales ou graminées sauvage, notamment chiendent). Elles pénètrent à partir de janvier dans la partie souterraine de la tige où elles vivent en mineuses, remontant jusqu'au bourgeon terminal. Une même larve peut miner plusieurs tiges successivement et les détruire.
Le développement larvaire dure de 2 à 3 semaines pour les mâles et de 3 à 4  semaines pour les femelles.
La larve abandonne ensuite la plante-hôte et se nymphose dans le sol. la nymphose dure de 3 à 4 semaines pour le mâle et de 4 à 5 semaines pour la femelle
Les adultes apparaissent à la fin mai et vivent jusqu'au mois de septembre, les femelles vivant plus longtemps que les mâles.

### Plantes hôtes
Les plantes hôtes appartiennent à la famille des Poaceae.
Il s'agit notamment de céréales cultivées : blé tendre  (Triticum aestivum), orge commune (Hordeum vulgare), seigle (Secale cereale), mais également de graminées sauvages des genres Agropyron et Elymus, notamment le chiendent (Elymus repens)..

### Ennemis naturels
Parmi les ennemis naturels (parasites et prédateurs) figurent des insectes hyménoptères et coléoptères de la famille des Staphylinidae, et des champignons entomopathogènes de l'ordre des Entomophthorales, tels Entomophthora hylemyiae, Entomophthora dipterigena et Entomophthora muscae.

## Dégâts
Les dégâts sont les plus importants en février-mars au stade 2-3 feuilles.
Les jeunes plants montrent d'abord un flétrissement puis surtout un jaunissement de la feuille centrale qui se détache facilement lorsque l'on tire dessus. L'intérieur de la tige est miné jusqu'au plateau de tallage.
Dans les semis tardifs, lorsque les attaques précèdent le tallage, les dégâts peuvent être spectaculaires.

## Moyens de lutte
Pour lutter contre la mouche grise des céréales, on emploie des semences enrobées d'insecticides . Il n'y a pas de moyens de lutte en végétation.